# KLP-serien
Detta är en lista över en av Knäppupps serier med LP-skivor.
De första tio har katalognumren KLP 1 till KLP 10. De följande tre är i stereo och har därför KLPS 11 till KLPS 13.
KLP nr
- 1. 1957 - En kväll på Ideon (Glimtar från Knäppupp 3)
- 2. 1959 - P som i Povel
- 3. 1961 - M som i Martin
- 4. 1960 - B som i Brita
- 5. 1961 - Århundradets melodier
- 6. 1961 - Alla 4
- 7. 1962 - Inger Berggren
- 8. 1963 - Musical och operettpaket (med Harriet Forsell)
- 9. 1963 - Dax igen
- 10. 1965 - Ta av dig skorna
- 11. 1967 - På avigan
- 12. 1968 - De sista entusiasterna
- 13. 1968 - Kvintetten Olsson
- 6000. 1971 - Vid pianot: Povel Ramel
- 6001. 1971 - Karl Gerhard: Ett bedårande barn av min tid
- 6002. 1972 - John Harryson sjunger bondkomikernas visor
- 6003. 1972 - Karamellodier
- 6004. 1972 - Vid pianot: Povel Ramel vol 2
- 6005. 1973 - Povel på Berns
- 6006. 1974 - Andra varvet runt
- 6007. 1977 - Semlons gröna dalar
- 6008. På avigan (återutgåva av KLPS 11)
- 6009. De sista entusiasterna (återutgåva av KLPS 12)
- 6010. Nya ryck i snöret
- 6011. 1979 - Povel på Maxim
- 6012. En kväll på Ideon (återutgåva av KLP 1)
- 6013. 1981 - Visor som trillat bredvid
- 6014. Blommande Ljung (återutgåva av KNLP 102)
- 6015. 1983 - Blöth och Hålm
- 6016. 1985 - Slänggurkor
- 6017. 1985 - The sukiyaki syndrome
- 6018. 1989 - Schlagertippen
- 6019. 1991 - Återbesök i holken